# سولفات جیوه (I)
سولفات جیوه(I) (به انگلیسی: Mercury(I) sulfate) با فرمول شیمیایی Hg۲SO۴ یک ترکیب شیمیایی است. که جرم مولی آن ۴۹۷٫۲۴  g/mol می‌باشد. شکل ظاهری این ترکیب، بلورهای زرد مایل به سفید است.